# Achi jezik
Achi jezik (rabinal k'iche'; ISO 639-3: acr), jezik Achi Indijanaca, potomaka starih Rabinala, plemena iz skupine Quiche, koji se danas govori u departmanu Baja Verapaz, Gvatemala.
16 siječnja 2009. ime jezika promijenjeno je iz rabinal achi u achi, a u njega je uklopljen dotada zaseban jezik cubulco Achí, čiji je kodni naziv [acc] povučen iz upotrebe.
37 300 govornika (1990 SIL) otpada na rabinalsku skupinu, dok je 48 252 govornika (2000 WCD) dijalekta cubulco.